# Astrocaneum spinosum
Astrocaneum spinosum is een slangster uit de familie Gorgonocephalidae.
De wetenschappelijke naam van de soort werd in 1875 gepubliceerd door Theodore Lyman.
1. ↑  Lyman, T. (1875). Zoological Results of the Hassler Expedition. 2. Ophiuridae and Astrophytidae. Illustrated catalogue of the Museum of Comparative Zoölogy at Harvard College 8(2): 29. Gearchiveerd op 22 maart 2017.